# شيخة علي الأنصاري
«السيدة شيخة علي الانصاري» هي مؤسسة رابطة المرأة القطرية

## سبب فكرتها لتأسس الرابطة
اسست الرابطة حتى تعزز دور المرأة القطرية و حماية المتجمع القطري من التشوه من الاعلام الغربي أيضا لدعوة الاحتشام في المنطقة